# Delmas (Afrique du Sud)
Pour les articles homonymes, voir Delmas.
Delmas est une ville d'Afrique du Sud située dans la province du Mpumalanga. Fondée en 1907, Delmas a été baptisé par Frank Campbell Dumat en hommage au nom de la ferme de son grand-père située en France.

## Personnalité locale
- Hendrik Schoeman (1927-1995), fermier, homme politique et ministre, membre du parlement pour la circonscription de Delmas (1974-1986)